# Noris (film)
Noris è un film muto italiano del 1919 diretto da Eugenio Perego.